# Американский клуб собаководства

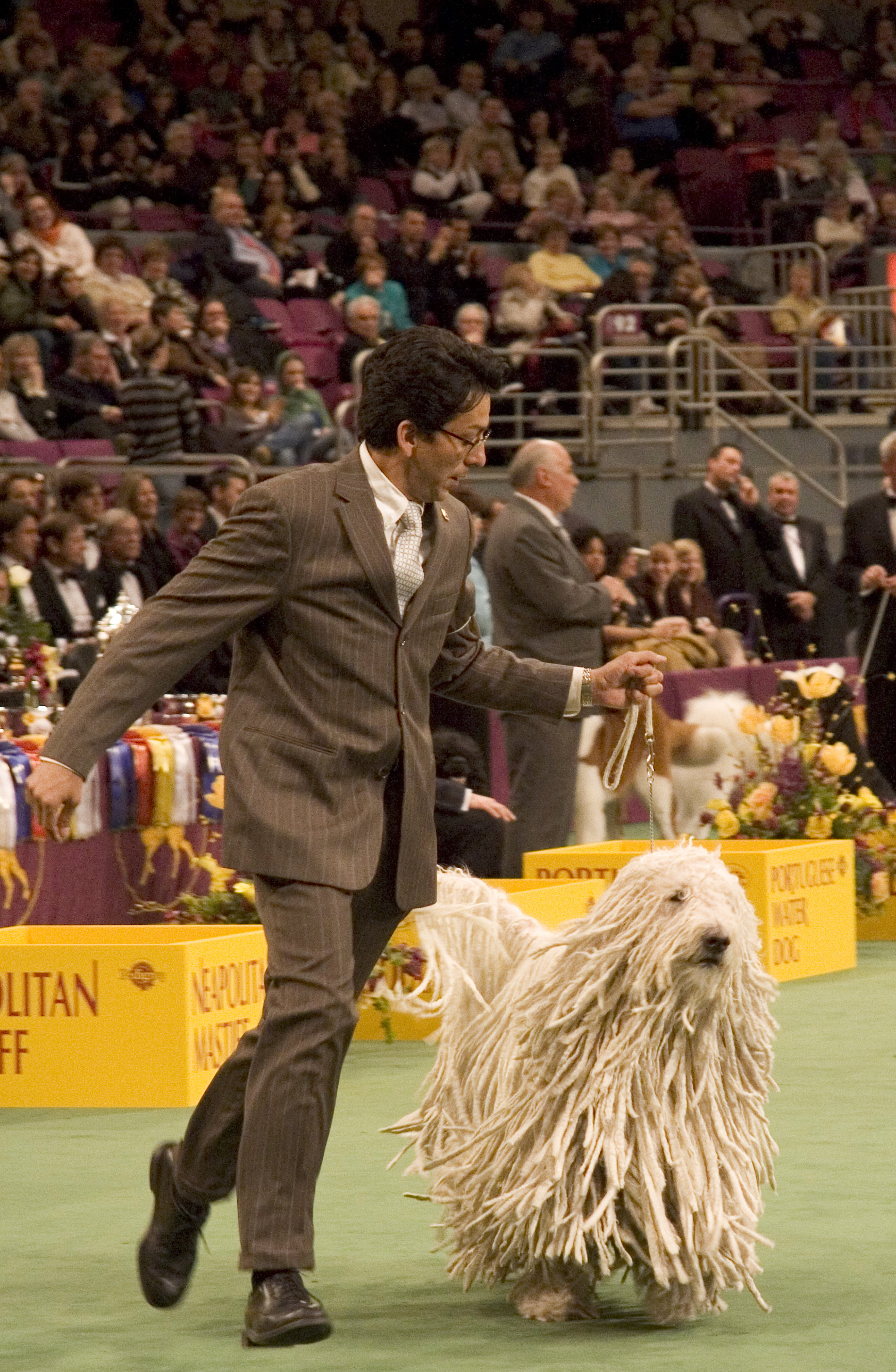
Комондор на выставке Westminster kennel club

Американский клуб собаководства (англ. American Kennel Club) — некоммерческая кинологическая организация, ведущая реестр чистокровных пород собак. Под её патронатом ежегодно проводится более 22 000 мероприятий, включая выставки и спортивные состязания, такие как аджилити, обидиенс, ралли, трекинг, курсинг, пастушья служба и другие. Основана в 1884 году. На 2017 год в ней зарегистрировано свыше 1,2 млн собак и 555 тыс. помётов.
Крупнейшее мероприятия АКС —"Westminster Kennel Club Dog Show". Это одна из самых популярных и самых престижных выставок собак в мире.  Она проводится уже 141 год, в Мэдисон-Сквэр-Гарден. И является наиболее освещаемым в прессе кинологическим мероприятием, сравнимым по популярности среди обывателей лишь с выставкой английского Кеннел-клуба  "Crufts".

## История
17 сентября 1884 года в Филадельфии состоялась встреча группы представителей 12 различных клубов, ставшая, по сути, отправной точкой в создании Американским клуба собаководства. На следующем заседании группы, состоявшемся 22 октября 1884 года в Мэдисон-Сквер-Гарден в Нью-Йорке, был принят Устав организации и разработаны основные положения, а Джеймс М. Тейлор стал первым её президентом.
В январе 1889 года вышел первый номер издаваемой АКС газеты, ставшей одним из старейших кинологических изданий.
5 января 1909 года утверждён новый Устав и положения.
В 1911 году вступило в силу правило, касающееся территориальной защиты. В крупных городах наблюдалась тенденция к развитию нескольких клубов, часто формируемых диссидентскими группами. Новое правило дало исключительную привилегию клубу-члену, который провел первое шоу в данной области.
В соответствии с новыми правилами оценки экстерьера, принятыми в 1924 году, все породы были разделены на пять групп: охотничьи, служебные, терьеры, комнатно-декоративные и неохотничьи. Лучшие собаки разных пород в каждой из групп оценивались вместе, чтобы определить победителя в этой группе, после чего из пяти победителей выбирали лучшую собаку выставки. Чуть позже гончие и борзые стали составлять отдельную группу, а в 1983 году из большой группы служебных собак была выделена группа пастушьих.

## Классификация
По классификации Американского клуба собаководства все признанные этой организацией породы собак делятся на семь основных групп:
- Охотничьи подружейные. Включает 30 пород, в их числе пойнтеры, ретриверы, сеттеры и спаниели, многие из которых продолжают активно участвовать в охоте и других профильных мероприятиях. Большинство из них требуют регулярных физических упражнений[4].
- Охотничьи. Включает 30 пород гончих и борзых, таких как фараонова собака, норвежский элкхунд, афганская борзая, бигль[5].
- Служебные. Охватывает 30 пород (например, доберман, сибирский хаски, дог), включая охранных, ездовых и собак-спасателей, многие из которых из-за значительных размеров и силы не пригодны для использования в качестве домашних питомцев[6].

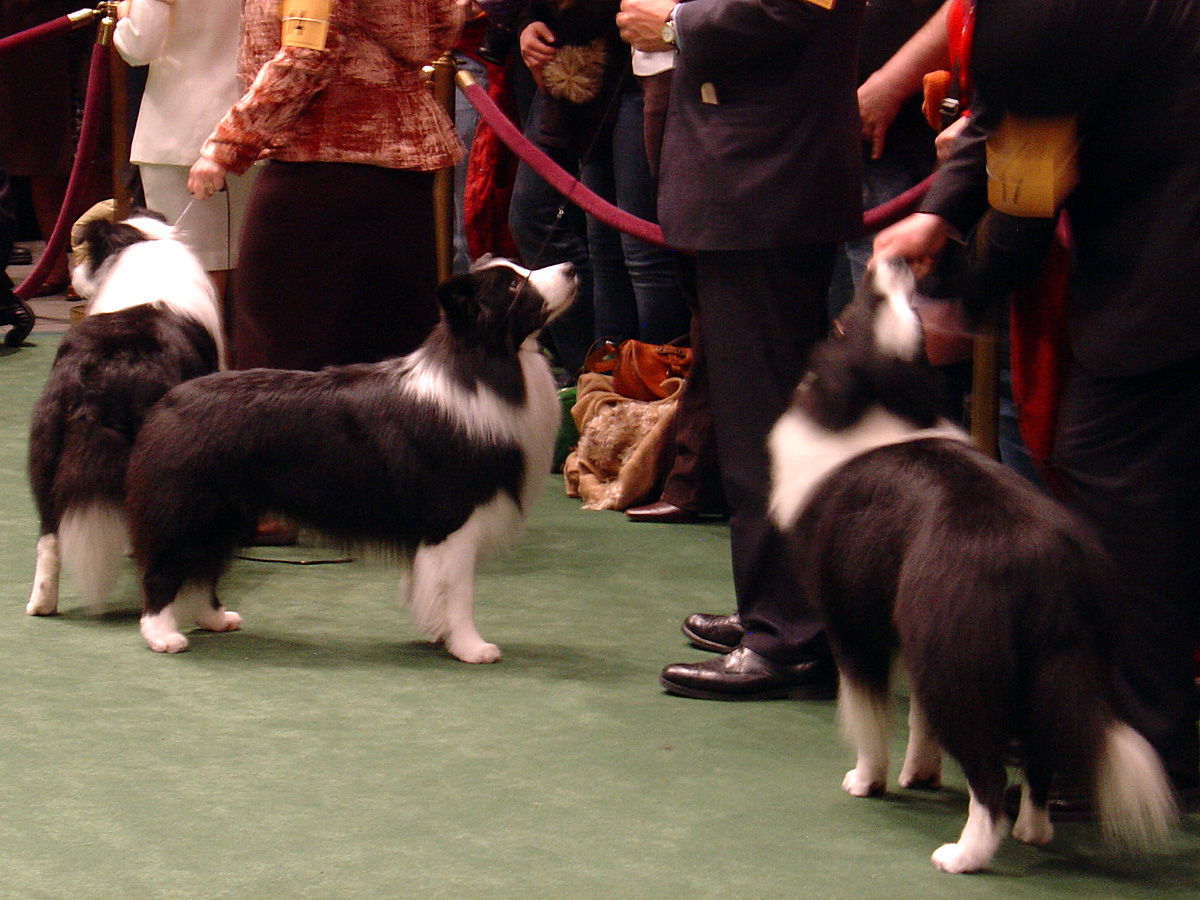
Ринг бордер колли на выставке Westminster Kennel Club

- Ринг бордер колли на выставке Westminster Kennel ClubТерьеры. В неё входит 31 порода различных терьеров, размеры которых варьируются от довольно небольших (норфолк-терьер, керн-терьер или вест-хайленд-уайт-терьер) до крупных (эрдельтерьер). Их предки выводились для охоты и убийства вредителей, из-за чего терьеры обычно мало терпимы к другим животным, включая собак[7].
- Комнатно-декоративные. В основном это небольшие собаки-компаньоны, популярные среди горожан и людей, проживающих в сравнительно маленьких квартирах, всего 21 порода.
- Неохотничьи. Представляет собой группу из 20 пород сильных собак различной внешности и темперамента (чау-чау, далматин, французский бульдог, кеесхонд). Одни из них достаточно редки (схипперке, тибетский спаниель), другие широко известны и популярны (пудель, лхаса апсо)[8].
- Пастушьи. Включает 30 пород собак, обладающих способностью контролировать движение других животных. Ярким примером является низкорослый вельш-корги, который может контролировать стадо коров, в несколько раз превышающих его размер. Хотя подавляющее большинство пастушьих собак никогда не встречаются с сельскохозяйственными животными, врождённый инстинкт иногда побуждает их «пасти» своих владельцев, особенно детей[9].

Также существует резервный реестр, в котором селекционеры редких пород могут регистрировать помёты и родословные для будущего их признания. Но прежде порода попадает в специальный класс условно признанных пород. При достижении определённого уровня селекции, обеспечивающей достаточный генофонд для дальнейшего развития, порода из данного класса классифицируется в одну из семи основных групп.

## "Вестминстер Кеннел-клаб дог шоу"
Крупнейшая и самая престижная выставка в системе Американского клуба собаководства. Проводится в течение 141 года. 

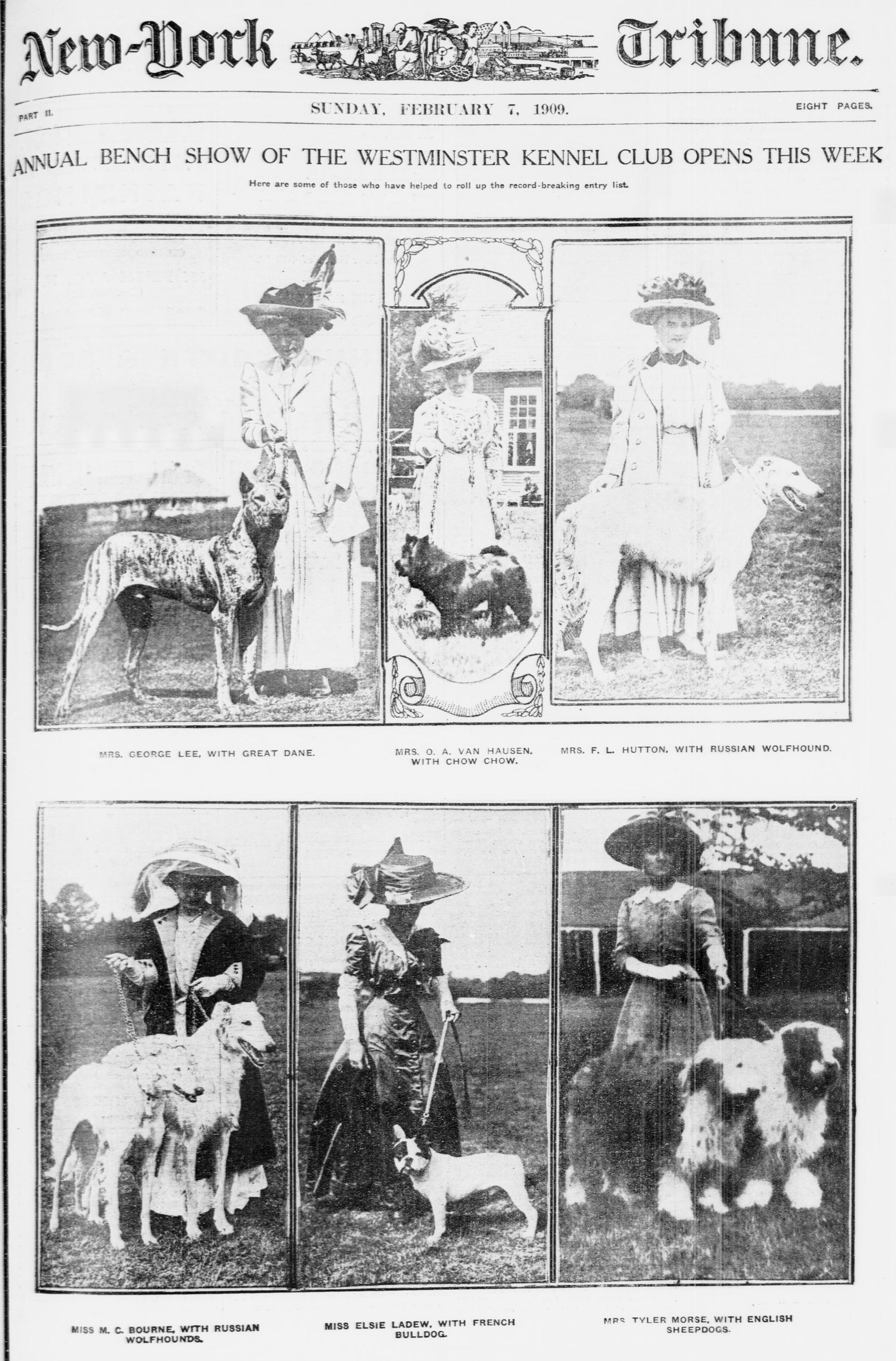
Обложка New York Tribune с анонсом выставки WKC

Созданный в 1847 году, Вестминстерский кеннел-клуб является старейшей в США кинологической организацией, посвященной чистопородным собакам. Выставка "Westminster Kennel Club Dog Show" за почти полтора столетия разрослась до "Недели Вестминстера", которая теперь помимо самой выставки включает в себя также национальные чемпионаты по аджилити и обидиенс. В Вестминстерской неделе в Мэдисон Сквер Гарден ежегодно принимают участие более трех тысяч собак.